# 双峰县第一中学
双峰县第一中学，或简称双峰一中，是一所位于中华人民共和国湖南省的全日制公立高级中学，位于湖南省娄底市双峰县。

## 沿革

### 渊源
- 乾隆10年（1745年），设双峰义学。
- 乾隆25年（1760年），改建成双峰书院。
- 同治8年（1869年），书院扩建，设东斋、西斋及新斋。

以上系双峰一中渊源，而非正式双峰一中的校史。

### 变革
- 光绪31年（1905年），改建成双峰高等小学堂，采用现代教育制度。彭时绎任监督（即校长）。
- 民国初年，改称双峰高级小学校，修业三年。
- 1926年，学制改为两年，并加办农村师范讲习班。刘饱霜任校长。
- 1941年，升建成湖南双峰初级中学。
- 1944年，永丰镇沦陷，学校停办一期。
- 1945年，迁大丰椴，临时办学一期。抗日战争胜利后，迁回原址复校。
- 1950年3月，与湘乡第二女子简易职业学校、私立九三初中（部分）合并成湘乡县立第二初级中学。彭希贤任校长。
- 1952年2月，更名为双峰县立初级中学。
- 1953年11月，更名为湖南省双峰第一初级中学。
- 1956年，学校分拆成两部分，高中部分更名为湖南省双峰县第一中，初中部分更名成湖南省双峰第三初级中学。

## 知名校友
- 蔡和森（1895年–1931年）：中国共产党第二、三、四、五、六届中央委员，五、六届中央政治局委员、常委。曾数次担任中国共产党中央秘书长、中共中央宣传部部长。
- 蔡畅（1900–1990）：中国妇女解放运动领导人之一。全国妇联第一至三届主席、第四届名誉主席等职。全国人大第一至三届常务委员，第四、五届常委会副委员长，中共第七至十一届中央委员。
- 贺贤书：中国人民解放军少将。曾任中国人民解放军驻港部队政治部主任，中国人民解放军驻澳部队政治委员。现为海南省委常委，海南军区政委。
- 胡梅汉：中国人民解放军少将。
- 刘耕陶：中国工程院院士。
- 龚再升：第七届李四光地质科学奖获得者；现任中国海洋石油总公司教授级高级工程师，总地质师。
- 刘湘军：清华大学医学院生物医学信息研究所所长。